# Piłka ręczna na trawie

Wymiary boiska do piłki ręcznej na trawie. W tle porównanie do boiska piłkarskiego.

Piłka ręczna na trawie (język niemiecki: Feldhandball, język angielski: field handball) – polowa odmiana piłki ręcznej, rozgrywana na boisku pokrytym trawą, jak w hokeju na trawie czy też w piłce nożnej.

## Historia
Sport ten powstał w latach 20. XX wieku w Niemczech, na bazie piłki ręcznej. Popularność w tym kraju zdobył zaś w latach 30. Wedle pierwotnego założenia, miał on przyciągnąć wielką rzeszę fanów i poniekąd stać się jednym z najpopularniejszych sportów w ówczesnej III Rzeszy, co w pewnym stopniu się udało.
W 1936, na życzenie Adolfa Hitlera został on mianowany sportem olimpijskim. Lecz piłka ręczna na trawie była rozgrywana jedynie na Igrzyskach Olimpijskich 1936 w Berlinie; później, po II wojnie światowej, został on skreślony z listy dyscyplin olimpijskich.
Po II wojnie światowej zorganizowano jeszcze kilka mistrzostw świata w piłkę ręczną na trawie – ostatnie odbyły się w 1966. Po tym nie organizowano już żadnych większych zawodów w tym sporcie, a popularność zdobyła halowa odmiana piłki ręcznej.

## Zasady gry
Zasady gry w piłkę ręczną na trawie właściwie nie różniły się niczym od zasad zwykłej, halowej piłki ręcznej. W grze uczestniczyły dwie drużyny po 11 zawodników (plus dwaj gracze w rezerwie). Celem gry było wbicie piłki do bramki za pomocą rąk. Czas gry wynosił 1 godzinę; podobnie jak we współczesnej piłce ręcznej, był podzielony na dwie połowy po 30 minut.
Jedyną i znaczącą różnicą było boisko, które było znacznie większe od halowego. Boisko do piłki ręcznej na trawie nie miało ustalonych, konkretnych wymiarów – najmniejsze możliwe boisko miało 55 metrów szerokości i 90 metrów długości, zaś największe: 65 metrów szerokości i 110 długości. Bez zmian pozostawały jedynie wymiary połów, bramek oraz pola karnego.